# Hermann Münch
Caspar Hermann Münch (* 20. März 1885 in Iserlohn; † 17. März 1951 in Bad Homburg vor der Höhe) war nach dem Zweiten Weltkrieg der erste Generaldirektor des Volkswagenwerks in Wolfsburg.

## Leben
Nach dem juristischen Studium in Freiburg, Bonn und Berlin und Promotion im Jahr 1915 arbeitete er als Anwalt in Berlin. Nach dem Ersten Weltkrieg wurde er Chefjustitiar der Bayerischen Stickstoffwerke AG und saß in den Aufsichtsräten zahlreicher Industrieunternehmen.
Ende 1945 wandten sich Vertreter der Property Control der britischen Militärregierung an den erfahrenen Juristen, der nicht nur eine jahrzehntelange Erfahrung in der Industrie vorweisen konnte, sondern sich auch durch eine oppositionelle Haltung zum
NS-Regime und Kontakte zur tschechischen Widerstandsbewegung empfahl. Er übernahm am 26. Februar 1946 das Amt des Haupttreuhänders im Volkswagenwerk Wolfsburg und wurde mit Wirkung vom 17. Juni 1946 auch Generaldirektor des Volkswagenwerkes. Münch war vor allem für den Finanzbereich zuständig und leitete Maßnahmen zur Kostensenkung ein. Er setzte sich unter anderem für Mitbestimmungsrechte des Betriebsrates, die Berufung eines Arbeitsdirektors und die Lösung der Wohnungsprobleme der Mitarbeiter ein.
Im Herbst 1947 suchte der britische Offizier Ivan Hirst, der das Volkswagenwerk zwischen 1945 und 1949 als Senior Resident Officer leitete, zur Steigerung der Effizienz der Fabrik einen technischen Leiter für das Volkswagenwerk, den er in Heinrich Nordhoff fand und schließlich der britischen Kontrollkommission sogar als neuen Generaldirektor vorschlug. Die Bestellung folgte am 7. November 1947. Münch wurde über seine Absetzung erst am 25. November 1947 informiert. Er hatte Nordhoff in der Zeit in das Unternehmen eingeführt und mit ihm eine „freundschaftliche und harmonische Zusammenarbeit“ gepflegt. Am 1. Januar 1948 wurde Heinrich Nordhoff sein Nachfolger als Generaldirektor. Verbittert über die mangelnde Anerkennung seiner Leistungen verließ Hermann Münch, der bis dahin noch Treuhänder war, Ende April 1948 das Unternehmen. Zuvor hatte er noch am 26. April 1948 die Verlegung des Geschäftssitzes der Volkswagenwerk GmbH von Berlin nach Wolfsburg veranlasst.
Nach seiner Tätigkeit in Wolfsburg verlegte Münch seinen Wohnsitz nach Frankfurt am Main, von wo aus er verstärkt seine verschiedenen Aufsichtsratsmandate wahrnehmen konnte, und führte insbesondere umfangreiche Bemühungen um die Wiederaufrichtung der Berliner Handels-Gesellschaft und erreichte schließlich deren behördliche Zulassung zum Neugeschäft.
1949 veröffentlichte Münch eine grundlegende Studie mit dem Titel Böhmische Tragödie. Das Schicksal Mitteleuropas im Lichte der tschechischen Frage.